# Station Stężyca
Station Stężyca is een spoorwegstation in de Poolse plaats Stężyca.